# Mønsterbryder
En mønsterbryder er et menneske, som bryder ud af den sociale arv og opnår en højere social status end forældrene: ved bedre uddannelse og beskæftigelse, eller ved kæmpe mod et negativt træk i familien. På svensk hedder en mønsterbryder et mælkebøttebarn – en metafor om den vanskelige opgave med at bryde den negative sociale arv.
Det betyder, at man ikke bliver mønsterbryder ved at vinde eller arve mange penge.
Derimod er et barn af arbejdsløse u-uddannede mønsterbryder, hvis det ender som eksempelvis højtuddannet forsker, hjernekirurg eller topchef.

## Navnet i DR
Ordet gav navn til Mønsterbryder — et program på Danmarks Radio's DR2 fra slutningen af 2008 og begyndelsen af 2009.
Hvert program beskrev en "mønsterbryder" som Lærke Duus Hansen reklamemanden Jørn Duus Hansen datter, der foretrak uddannelsen som konditor for en akademisk. 
DR2s serie var baseret på en forståelse af begrebet mønsterbryder, som ikke stemmer overens med den sociologiske forsknings anvendelse af begrebet. Mønsterbryder er et begreb socialvidenskaben har konstrueret til at beskrive dem, som har brudt med et opvækstmiljø, "der socialt set er karakteriseret af faktorer som manglende uddannelse, arbejdsløshed, dårlig økonomi, ringe boligforhold, misbrug og vold samt psykologisk set af klientgørelse, støtteforanstaltninger og offerrolle. Mønsterbruddet har medført en tilværelse, der socialt er karakteriseret af uafhængighed, uddannelse, arbejde og god økonomi – og psykologisk set af faktorer som det at være aktør, mestring af eget liv, subjektivitet og selvbestemmelse" (Steen Elsborg, Tine Juul Hansen og Vagn Rabøl Hansen i Den sociale arv og mønsterbrydere, Danmarks Pædagoiske Institut 1999, pp. 15-16). I det perspektiv var DR2s seriens brug af begrebet misforstået om konditor Lærke Duus Hansen og den muslimske konvertit Anette Sørensen.